# Videofluoroskopi
Videofluoroskopi eller röntgenfilmning är en radiologisk undersökningsmetod inom sjukvården som används i utredningar av bl.a. dysfagi (sväljningssvårigheter) och bristande velofarynxfunktion (tillslutning till näshålan) vid till exempel gomspalt och dysartri. Vid videofluoroskopi registreras rörliga genomlysningsbilder av strukturer och funktioner man vill titta på med hjälp av röntgenstrålning. För att få tillräckligt tydliga bilder används kontrastmedel såsom barium.
Videofluoroskopi är en bra metod för att bedöma sväljningsfunktionen, men har de nackdelarna att kroppen utsätts för strålning, att det krävs att man sväljer något kontrastmedel (oftast bariumsulfat) och att inte alla röntgenläkare är utbildade i att bedöma sväljningsfunktionen i mun och svalg. Undersökningen kan avslöja till exempel en trögutlöst sväljning, rester (retention) eller felsväljning till luftvägarna, bl.a. tyst aspiration (att föda kommer ner i luftvägarna utan att hostreflexen utlöses). Undersökningen kallas även för Terapeutisk videoradiografi, eftersom syftet är att direkt eller indirekt försöka förbättra sväljningsfunktionen hos den undersökta patienten. I vissa avseenden är en alternativ undersökningsmetod att föredra, framför allt FUS (fiberskopisk undersökning av sväljningen).
Vid utredning av velofarynxfunktionen kan den videofluoroskopiska undersökningen ligga till grund för hur stor velofarynxlambå (ett kirurgiskt ingrepp) som ska göras för att kompensera den bristfälliga tillslutningen till näshålan.